# Maniitsoq

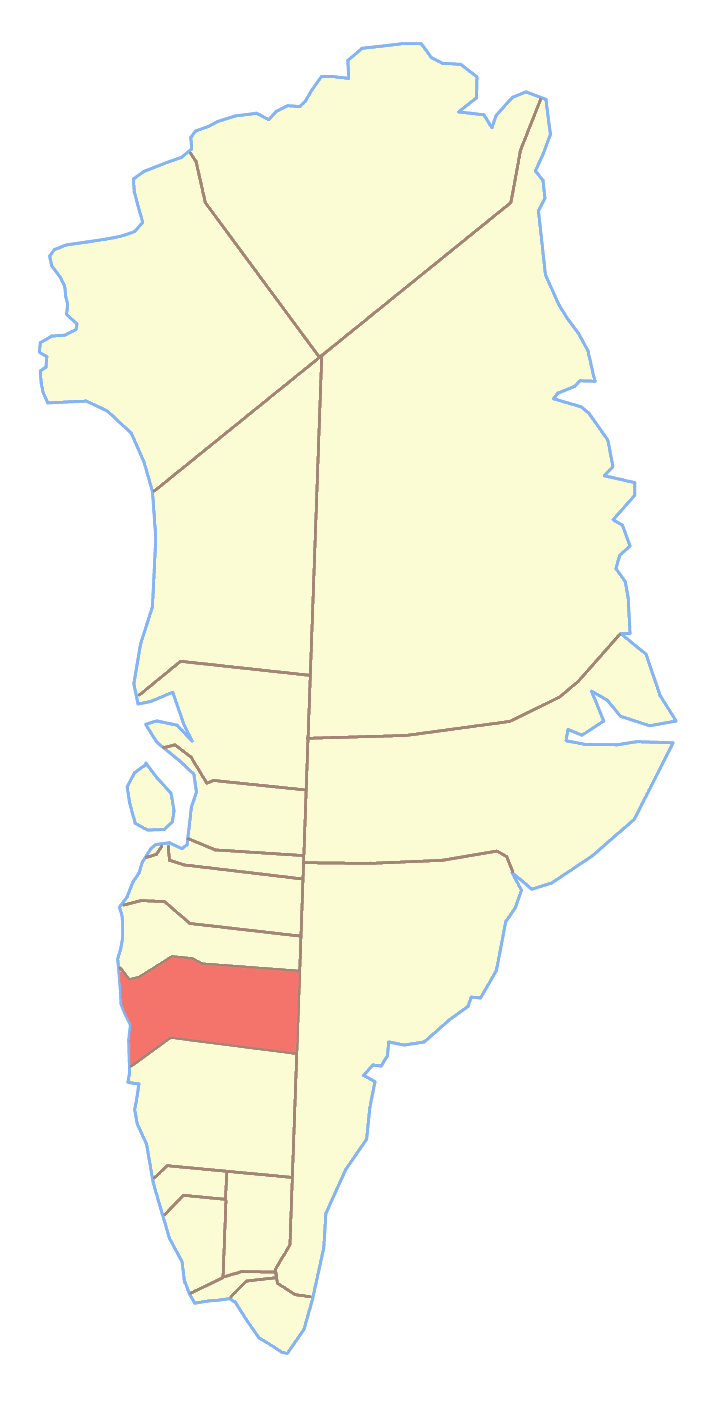
Ubicación del municipio de Maniitsoq.

Maniitsoq (danés: Sukkertoppen, anteriormente escrito Manîtsoq) es un pueblo en Groenlandia Occidental. Tiene unos 2,859 habitantes (al 2005). El nombre es en groenlandés occidental y significa "el lugar de terreno escabroso". Es el centro administrativo del municipio del mismo nombre. La ubicación aproximada del pueblo es 65°25' Norte 52°54' Oeste.
El pueblo fue construido en 1755 como una colonia en el sitio donde el asentamiento de Kangaamiut se localiza hoy pero fue movido a su ubicación actual en 1782. Los hallazgos arqueológicos indican que el área se ha habitado durante más de 4.000 años. 

## Hermanamiento
- Esbjerg, Dinamarca